# Fredens port
Fredens port er en dansk dokumentarfilm fra 1996, der er instrueret af Thomas Stenderup efter eget manuskript.

## Handling
I lande, som ikke har tradition for ligbrænding, fyldes kirkegårdene hurtigt op. For at få plads til nye grave, opgraves ligresterne nogle år efter begravelsen. De pårørende indkaldes til ritualet. Det sker hver morgen på en kirkegård i Havanna, som er det stedlige udgangspunkt for dette filmiske digt over tilværelsen på tilintetgørelsens vilkår. Filmens musik er requiemværker af forskellige komponister.